# アプフェルキューヒレ

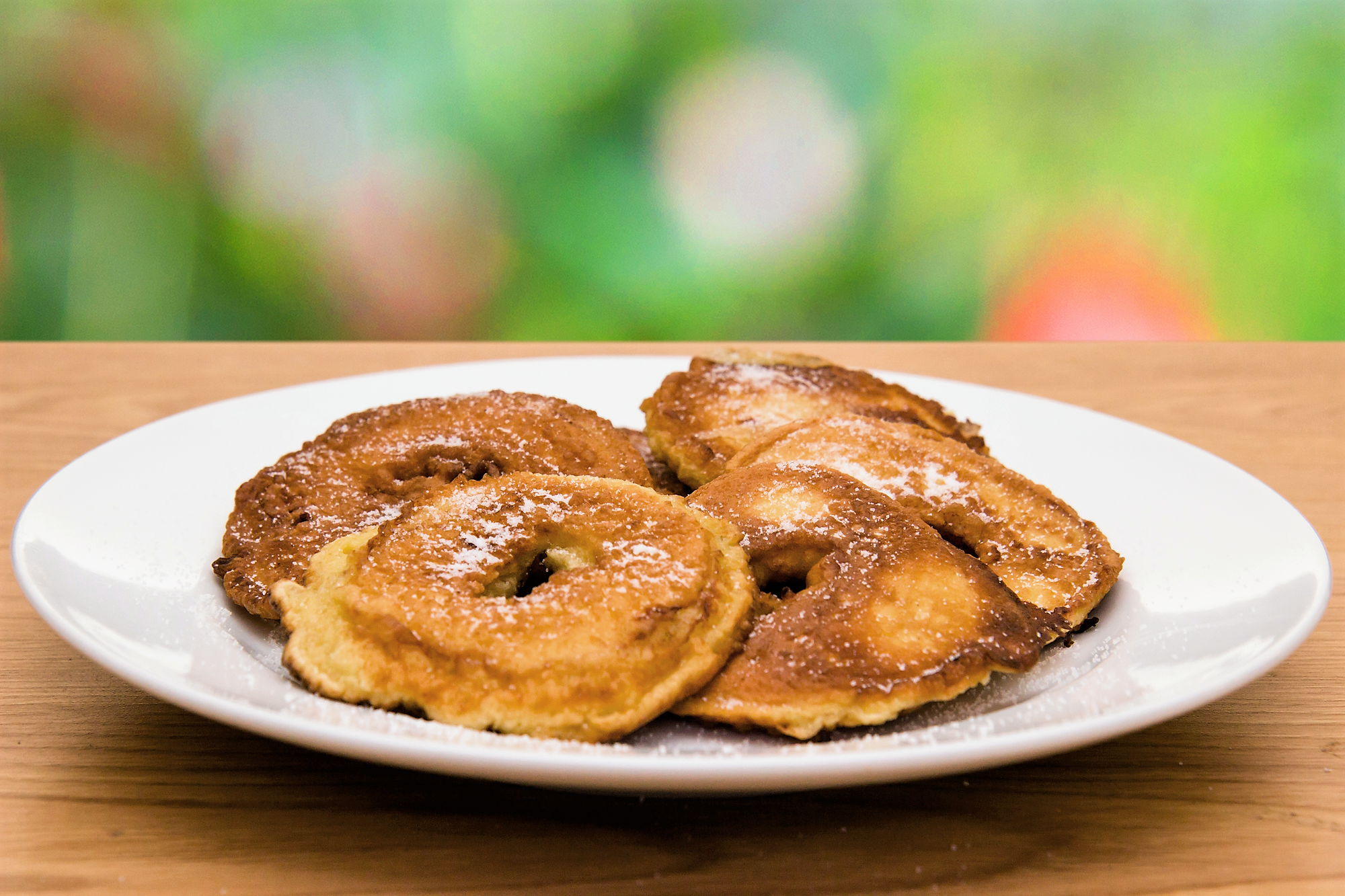
アプフェルキューヒレ

アプフェルキューヒレ（ドイツ語: Apfelküchle）とは、ドイツの伝統的な菓子で、輪切りにしたリンゴを衣に浸してきつね色に揚げたものである。ドイツ南部の連邦州であるバーデン＝ヴュルテンベルク州で人気があり、ヨーロッパ各地やアメリカにも広まっている。リンゴのフリッターに似ているが、パンケーキに近く、多くのレシピが存在する。伝統的に正餐として食べられていたが、甘みのある味のため、デザートとして食べることが一般的になった。

## 語源
アプフェルキューヒレ（Apfelküchle）はリンゴを意味する「Apfel」と、ケーキを意味する「Kuchen」のシュヴァーベン語の指小辞である「Küchle」の二つの単語から構成される。標準ドイツ語では、「小さなケーキ」を意味する「キューヒライン（küchlein）」と呼ばれる。

## 歴史
アプフェルキューヒレが食べられていた記録は、少なくとも18世紀に遡ることができる。菓子はドイツ南西部で作られ、バーデン＝ヴュルテンベルク州では長い間伝統的な食事となっていた。近年アプフェルキューヒレはドイツの国境を越えて広まり、人気を博している。

## 季節
リンゴは冬期の長期保存には不向きであるため、アプフェルキューヒレは夏と秋の早い時期に収穫されたリンゴのうち、余ったものの調理に適している。売れ残った大量のリンゴ、もしくは売りに出される前に少しばかり傷がついたために廃棄されるリンゴはアプフェルキューヒレの素材になりうる。

### 脂の木曜日
謝肉祭（カーニバル）の前の脂の火曜日にパンケーキを食べる習慣があるように、バーデン＝ヴュルテンベルク地方ではローゼンモンターク（バラの月曜日）の前の木曜日である脂の木曜日にアプフェルキューヒレが伝統的に食べられている。脂の木曜日には断食に備えて脂肪分が多いものを食べる習慣があり、ドイツ内の他の地域でも揚げ菓子が食べられている。アプフェルキューヒレは伝統的に普通の食事として食べられているが、近年では多様性と人気のためにしばしばデザートとして供される。南ドイツの教会の記念日では、アプフェルキューヒレが食されている。

## 調理法

### 主な材料
アプレルキューヒレの主な材料ははリンゴと卵、小麦粉、砂糖、塩から作るパン生地である。また、ビール、フルーツブランデー、シナモンなどを加えて生地に変化をつけることもできる。衣を挙げる油には、もともとはラードやバターオイルが使われていた。アプレルキューヒレには様々な調理法があるが、ごくわずかな材料が違うだけのレシピが多く、それらの材料は好みによって取り換えられたものである。

### 料理の飾りつけ
18世紀末から、バーデン＝ヴュルテンベルク地方では料理を洗練するために様々なソースを使うことが一般的になる。この地域の他の料理のように、アプレルキューヒレはしばしば独特のソースと付け合わせと一緒に供される。シナモンシュガー、あるいは粉砂糖を上にまぶして温かい状態で食べるのが、一般的なアプレルキューヒレの食べ方である。冷やしたアプレルキューヒレにバニラソースをかけて供する一皿は洗練された菓子として人気があり、バニラアイスクリームを添えたアプレルキューヒレは特に子供たちの間で人気が高い。バーデン＝ヴュルテンベルク地方の料理人は、アプレルキューヒレをグラン・マルニエかラム酒でフランベし、小さくすくったバニラアイスクリームとともに供する調理法を好んでいる。
アプレルキューヒレにはフランス語で「熱湯」を意味する言葉が付いたChaudeausauceもかけられ、このソースは主にワイン、酢、レモン汁、卵黄、砂糖で作られる。ソースには伝統的に白ワインが使われ、通常はシャンパン、時にはコニャックやシェリー酒を1杯だけ加えられ、温かい状態、冷たい状態どちらでも風味を楽しめる。